# هازلوند
هازلوند (به آلمانی: Haselund) یک شهر در آلمان است که در نوردفرایسلند واقع شده‌است.
 هازلوند  ۹۱۷ نفر جمعیت دارد.